# Verga Palermo 1989-1990
La stagione 1989-1990 del Verga Palermo è stata la terza consecutiva disputata in Serie A1 femminile.
La società palermitana si è classificata al 15º posto nella massima serie ed è retrocessa in Serie A2.

## Verdetti stagionali
- Serie A1:

stagione regolare: 15º posto su 16 squadre (9-21).

## Rosa
| Verga Palermo | Verga Palermo |
| Giocatori     | Staff tecnico |
| ------------- | ------------- |

| N. | Naz.                   | Ruolo | Nome                 | Anno | Alt.   | Peso |  |
| -- | ---------------------- | ----- | -------------------- | ---- | ------ | ---- |  |
|    | Stati Uniti (bandiera) | C     | Pamela McGee         | 1962 | 191 cm |      |  |
|    | Stati Uniti (bandiera) | A     | Donna Harrington     | 1966 | 181 cm |      |  |
|    | Italia (bandiera)      |       | Simona Chines        | 1964 |        |      |  |
|    | Italia (bandiera)      |       | Marilena Rienzi      | 1964 |        |      |  |
|    | Italia (bandiera)      | P     | Eleonora Palmas      | 1966 | 174 cm |      |  |
|    | Italia (bandiera)      |       | Paola Piatta         | 1965 |        |      |  |
|    | Italia (bandiera)      | AC    | Floriana Garuccio    | 1964 | 180 cm |      |  |
|    | Italia (bandiera)      | C     | Daniela Cilia        | 1970 |        |      |  |
|    | Italia (bandiera)      | G     | Patrizia Scannaliato | 1970 | 170 cm |      |  |
|    | Italia (bandiera)      |       | Vania Pirrello       |      |        |      |  |
|    | Italia (bandiera)      |       | Valentina Guccione   |      |        |      |  |

| Allenatore                                                     |
| Piero Musumeci                                                 |
| Assistente/i                                                   |
| - Nessuno Legenda - (C) Capitano - (IN) Inattivo - Infortunato |

## Statistiche
| Giocatrice  | Gare | Punti | Minuti | Tiri da due | Tiri da due | Tiri da due | Tiri da tre | Tiri da tre | Tiri da tre | Tiri liberi | Tiri liberi | Tiri liberi | Rimbalzi | Rimbalzi | Palle | Palle | Assist | Val. |
| Giocatrice  | Gare | Punti | Minuti | R           | T           | %           | R           | T           | %           | R           | T           | %           | O        | D        | P     | R     | Assist | Val. |
| ----------- | ---- | ----- | ------ | ----------- | ----------- | ----------- | ----------- | ----------- | ----------- | ----------- | ----------- | ----------- | -------- | -------- | ----- | ----- | ------ | ---- |
| Mc Gee P.   | 29   | 745   | 1027   | 301         | 507         | 59,4        | 2           | 6           | 33,3        | 137         | 193         | 71,0        | 133      | 191      | 68    | 57    | 10     | 802  |
| Harrington  | 29   | 540   | 1079   | 229         | 468         | 48,9        | 5           | 29          | 17,2        | 67          | 101         | 66,3        | 80       | 196      | 75    | 70    | 21     | 535  |
| Chines      | 28   | 209   | 874    | 54          | 103         | 52,4        | 23          | 89          | 25,8        | 32          | 52          | 61,5        | 6        | 40       | 59    | 57    | 41     | 159  |
| Rienzi      | 29   | 180   | 780    | 60          | 138         | 43,5        | 10          | 60          | 16,7        | 30          | 42          | 71,4        | 6        | 22       | 52    | 30    | 44     | 90   |
| Palmas      | 29   | 144   | 657    | 21          | 58          | 36,2        | 26          | 83          | 31,3        | 24          | 36          | 66,7        | 9        | 25       | 32    | 50    | 13     | 103  |
| Piatta      | 28   | 139   | 618    | 56          | 108         | 51,9        | 0           | 0           | 0           | 27          | 39          | 69,2        | 29       | 66       | 32    | 36    | 1      | 175  |
| Garuccio    | 25   | 137   | 561    | 59          | 159         | 37,1        | 0           | 0           | 0           | 19          | 34          | 55,9        | 16       | 32       | 38    | 19    | 8      | 59   |
| Cilia       | 24   | 28    | 198    | 13          | 36          | 36,1        | 0           | 0           | 0           | 2           | 5           | 40,0        | 8        | 16       | 18    | 11    | 1      | 20   |
| Scannaliato | 2    | 0     | 4      | 0           | 0           | 0           | 0           | 0           | 0           | 0           | 0           | 0           | 0        | 0        | 0     | 0     | 0      | 0    |
| Pirrello    | 1    | 0     | 1      | 0           | 1           | 0,0         | 0           | 0           | 0           | 0           | 0           | 0           | 0        | 0        | 0     | 0     | 0      | -1   |
| Guccione    | 1    | 0     | 1      | 0           | 0           | 0           | 0           | 0           | 0           | 0           | 0           | 0           | 0        | 0        | 0     | 0     | 0      | 0    |